# اربنهاوزن
اربنهاوزن (به آلمانی: Erbenhausen) یک شهر در آلمان است که در اشمالکالدن-ماینینگن واقع شده‌است. اربنهاوزن ۶۱۴ نفر جمعیت دارد.